# Jakob Prandtauer
Jakob Prandtauer (bautizado en Stanz bei Landeck, en el Tirol, nacido el 16 de julio de 1660 y fallecido en Sankt Pölten el 16 de septiembre de 1726), fue un arquitecto austriaco destacado en el estilo barroco. En sus comienzos fue aprendiz de cantero, convirtiéndose posteriormente en arquitecto. Diseñó y supervisó la construcción de la Abadía de Melk, en Melk, en la Baja Austria. Fue el tío de Josef Munggenast, quien continuó con su obra.

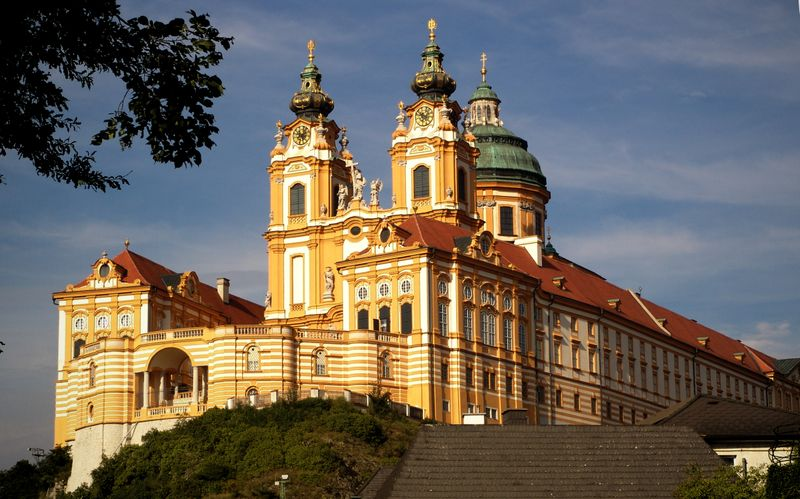
Abadía de Melk.

- Datos: Q78710
- Multimedia: Jakob Prandtauer / Q78710